# 喜馬拉雅魚龍屬
喜馬拉雅魚龍屬是種已滅絕海生爬行動物，生存於三疊紀晚期，化石發現於中國西藏聶拉木。喜馬拉雅魚龍是種大型魚龍類，身長被估計約15公尺長。
化石包含：牙齒、脊椎、四肢骨頭。在1972年被敘述、命名，模式種是西藏喜馬拉雅魚龍（H. tibetensis）。因為缺乏可鑑定特徵，過去曾長期被認為是疑名。喜馬拉雅魚龍的牙齒帶有銳利切割邊緣，這特徵近年被認為是個可鑑定特徵。近年在美國西部發現的魚龍類海帝鱼龙属（Thalattoarchon），牙齒也帶有銳利切割邊緣。喜馬拉雅魚龍可能屬於薩斯特魚龍科，這科包含數個三疊紀的大型魚龍類，例如秀尼魚龍。